# Onde de Kelvin
Pour les articles homonymes, voir onde (homonymie).
Une onde de Kelvin est une onde de gravité océanique, ou atmosphérique, de taille caractéristique assez grande pour que la force de Coriolis se fasse ressentir et en présence d'une couche limite (typiquement une côte). Physiquement c'est une onde de gravité (la marée par exemple) qui à cause de la force de Coriolis vient « s'écraser » contre une côte.

## Dérivation mathématique
Une onde progressive longue se propageant à la surface d'une Terre en rotation se comporterait différemment si la Terre ne tournait pas. La force de Coriolis tend en fait à infléchir les trajectoires vers la droite dans l'hémisphère Nord.
Les équations bidimensionnelles des eaux peu profondes linéarisées, sans friction mais avec rotation terrestre, sont les suivantes :
où {\displaystyle u} et {\displaystyle v} sont les vitesses horizontales par rapport à l'axe {\displaystyle x} et {\displaystyle y} (respectivement), {\displaystyle g}
l'accélération de la pesanteur, {\displaystyle f} le facteur de Coriolis, {\displaystyle \eta } l'élévation de la surface de l'eau par rapport au niveau moyen et {\displaystyle H} la hauteur moyenne de la colonne d'eau.
Si par ailleurs, {\displaystyle (u,v)} est le vecteur vitesse dans le repère ayant pour premier axe le parallèle à l'équateur au point considère, orienté positivement vers l'est, et pour second axe le méridien local, orienté positivement vers le nord, le facteur de Coriolis est donné par :
avec {\displaystyle \Omega ={\frac {2\pi }{86164}}\simeq }7,292 × 10−5 rad/s la vitesse angulaire de rotation sidérale de la Terre, et {\displaystyle \phi } la latitude du point considéré, comptée positivement vers le nord.
Considérons un écoulement parallèle à l'axe {\displaystyle x}. Nous sélectionnons donc une solution telle que {\displaystyle v=0}. Cette hypothèse s'applique le long de n'importe quelle frontière droite située en {\displaystyle y=0} (côte, rive...). Les équations deviennent :
De la première et troisième équation on obtient l'équation pour une onde en eau peu profonde,
dont la solution est en principe composée d'une onde qui se propage vers {\displaystyle x} plus grand à vitesse {\displaystyle {\sqrt {gH}}} et une onde qui se propage vers {\displaystyle x} plus petit avec la même vitesse.
L'obtention d'une solution pour ce système présuppose une dépendance en {\displaystyle y}. Si on considère les solutions qui contiennent le terme {\displaystyle \exp(-i\omega t)} on a donc:
avec {\displaystyle k^{2}=\omega ^{2}/(gH)}.
On obtient ainsi une expression pour l'élévation :
En fait, seule la solution qui décroît avec {\displaystyle y} est valable, correspondant à l'onde propageant vers {\displaystyle x} plus grand. La forme de l'onde dans la direction {\displaystyle x} est arbitraire et est conservée, parce que toutes les longueurs d'onde se propagent à la même vitesse.
Cette onde est appelée ondes de Kelvin. Ces ondes décrivent assez bien un certain nombre d’aspects de la marée. En présence d’une côte située sur la droite de l’onde (dans l’hémisphère nord), une onde de Kelvin se forme et on observe une décroissance exponentielle de l’amplitude de                                                                    
l’onde lorsque l’on s’éloigne de la côte. La longueur caractéristique {\displaystyle {\sqrt {gH}}/f} est appelée rayon de Rossby {\displaystyle \rho _{R}} qui comparée avec l’échelle caractéristique de l’écoulement donne l’importance relative de la force de Coriolis.

## Ondes de Kelvin dans la Manche et dans la mer du Nord
Dans le cas de la Manche, il y a formation d’onde de Kelvin quand les ondes de marée provenant de l’océan arrivent dans le canal que constitue la
Manche. Parce que les ondes sont défléchies vers l'Est (dans l’hémisphère nord), des ondes de Kelvin se forment le long de la côte française.
On constate des amplitudes plus importantes du côté de la côte française par rapport à la côte anglaise.
De même, on constate aussi des ondes de Kelvin le long de la côte Est anglaise. Ces ondes proviennent du nord et se propagent vers le sud ; en raison de la force de Coriolis, elles se « collent » à la côte qui est sur leur droite.